# Casbia rhodina
Casbia rhodina är en fjärilsart som beskrevs av Turner 1919. Casbia rhodina ingår i släktet Casbia och familjen mätare. Inga underarter finns listade i Catalogue of Life.